# 그레나다의 국장
그레나다의 국장은 1974년, 독립과 동시에 제정되었다.
국장 가운데에는 네 개의 작은 공간으로 나뉜 방패가 그려져 있다.
방패 가운데에는 "성 게오르기우스의 십자" 라고도 부르는 금색 십자가 그려져 있으며, 십자 가운데에는 크리스토퍼 콜럼버스의 산타마리아 호가 그려져 있다.
방패 왼쪽 상단과 오른쪽 하단에는 빨간색 바탕에 금색 영국 사자가 그려져 있으며, 방패 오른쪽 상단과 왼쪽 하단에는 초록색 바탕에 금색 초승달과 백합이 그려져 있다.
방패 위쪽에는 금색 왕관이 올려져 있으며, 왕관 위에는 부겐빌레아 가지로 만든 화환과 일곱 개의 빨간색 장미로 만든 화환이 장식되어 있다. 일곱 개의 장미는 그레나다를 구성하는 일곱 개의 공동체를 의미한다.
방패 왼쪽에는 옥수수 줄기가 장식되어 있으며, 방패 오른쪽에는 바나나 나무가 장식되어 있다. 옥수수 줄기 앞쪽에는 아르마딜로가 그려져 있으며, 바나나 나무 앞쪽에는 그레나다 비둘기가 그려져 있다.
방패 아래쪽에는 산과 호수가 그려져 있으며, 리본에는 그레나다의 나라 표어인 "우리는 언제나 하느님을 믿으며, 하나의 국민을 향한 건설과 전진을 열망한다" ("Ever conscious of God we aspire, build and advance as one people") 라는 문구가 영어로 쓰여져 있다.